# Oficyna 21
Oficyna 21 – polskie wydawnictwo literackie powstałe w 2002 w Warszawie. Wydawnictwo specjalizuje się we współczesnej literaturze polskiej oraz literaturach europejskich. Publikuje prozę, poezję i prace z zakresu humanistyki. Nakładem Oficyny 21 ukazały się m.in. książki Lidii Amejko, Ihara Babkoua, Tamary Bołdak-Janowskiej, Piotra Bratkowskiego, Mariana Czuchnowskiego, Jerzego Górzańskiego, Willa Kymlicki, Kazimierza Ratonia, Luana Starovy i Goce Smilevskiego (Rozmowa ze Spinozą).
Od 2005 roku wydawnictwo jest mecenasem Ogólnopolskiego Konkursu Poetyckiego im. Kazimierza Ratonia organizowanego przez Galerię Sztuki Współczesnej Biuro Wystaw Artystycznych w Olkuszu.

## Wyróżnienia
- Nominacja do Nagrody Literackiej „Nike” 2004 dla książki Głośne historie Lidii Amejko[2].
- Finał Literackiej Nagrody Europy Środkowej „Angelus” 2006 dla książki Czasy kóz Luana Starovy[3].
- Finał Literackiej Nagrody Europy Środkowej „Angelus” 2009 dla książki Adam Kłakocki i jego cienie Ihara Babkoua[4].